# Finská rallye 2001
Finská rallye 2001 byla jedenáctým podnikem Mistrovství světa v rallye 2001. Vítězem se stal Marcus Grönholm s vozem Peugeot 206 WRC.

## Průběh soutěže
Hned v prvním testu odstoupil lídr šampionátu Tommi Mäkinen s vozem Mitsubishi Lancer EVO VI. Do vedení se dostal Grönholm, druhý byl Harri Rovanperä s dalším Peugeotem a třetí Richard Burns se Subaru Impreza WRC. Všichni tři bojovali o vedení, které po první etapě získal Burns. Za ním etapu dokončil Grönholm, Markko Märtin s další Imprezou, Didier Auriol s Peugeotem, Rovanperä, kterého postihl defekt. Šestý byl Colin McRae s vozem Ford Focus RS WRC.
V druhé etapě pršelo a díky tomu Burns udržoval vedení i přes nevhodnou startovní pozici, kdy čistil trať. Brzy ale přestalo pršet a Grönholm se posunul do čela. Na třináctém testu havaroval Auriol a na čtrnáctém Jani Paasonen. Pátý byl McRae, který začal zajíždět dobré výsledky. Před Burnse se na druhou pozici posunul Rovanperä. Ve třetí etapě chtěl tým Peugeot Sport jen udržet pozice. Ale Rovanperä měl defekt a i přes snahu se propadl. Na druhé místo se posunul Burns a třetí byl McRae.

## Výsledky
1. Marcus Grönholm, Timo Rautiainen - Peugeot 206 WRC
2. Richard Burns, Robert Reid - Subaru Impreza WRC
3. Colin McRae, Nicky Grist - Ford Focus RS WRC
4. Harri Rovanperä, Risto Pietiläinen - Peugeot 206 WRC
5. Markko Märtin, Michael Park - Subaru Impreza WRC
6. Carlos Sainz, Luis Moya - Ford Focus RS WRC
7. Petter Solberg, Phil Mills - Subaru Impreza WRC
8. Sebastian Lindholm, Timo Hantunen - Peugeot 206 WRC
9. Pasi Hagström, Tero Gardemeister - Toyota Corolla WRC
10. Freddy Loix, Sven Smeets - Mitsubishi Carisma GT EVO 6

## Galerie

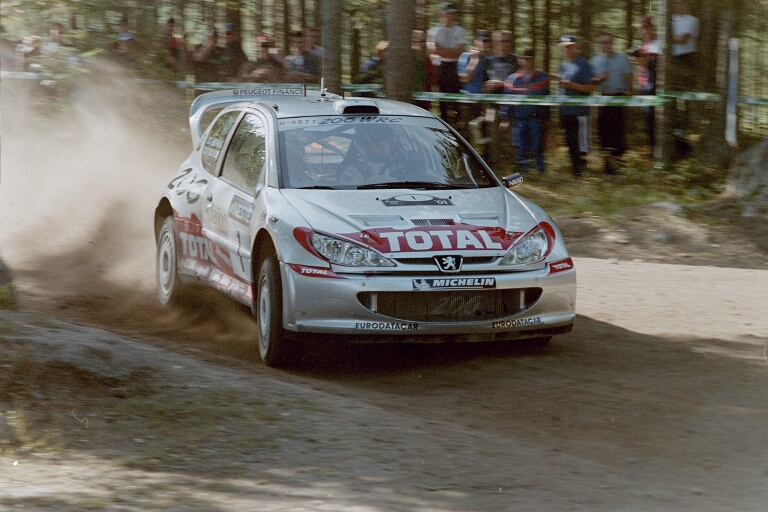
Marcus Grönholm
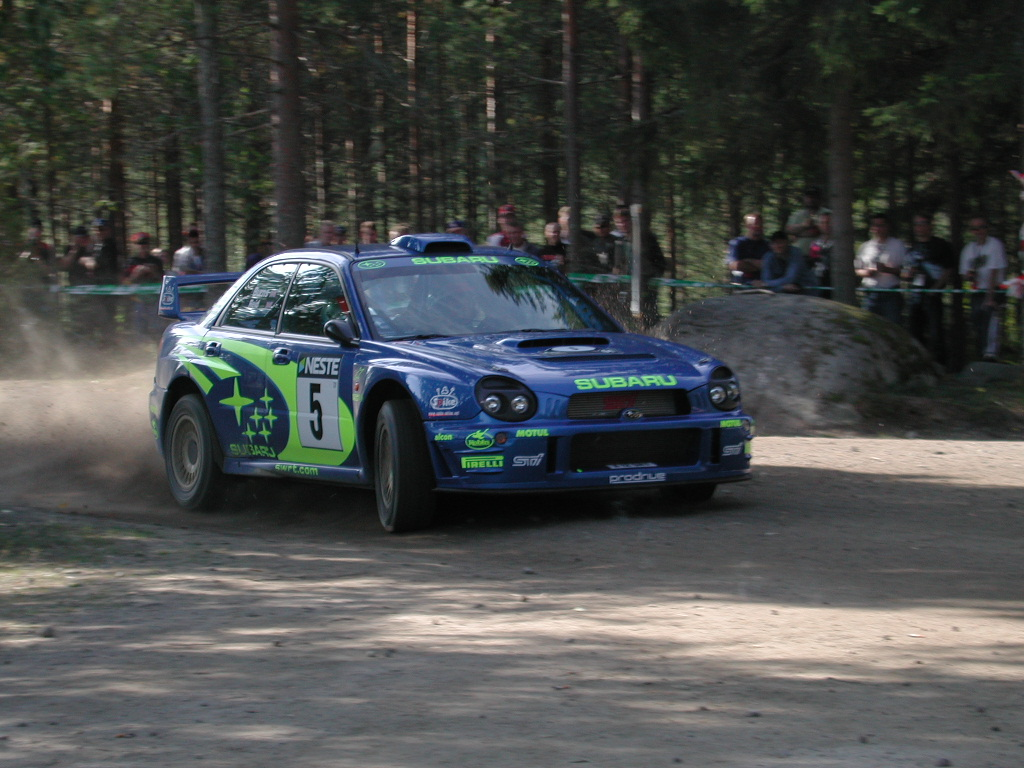
Richard Burns
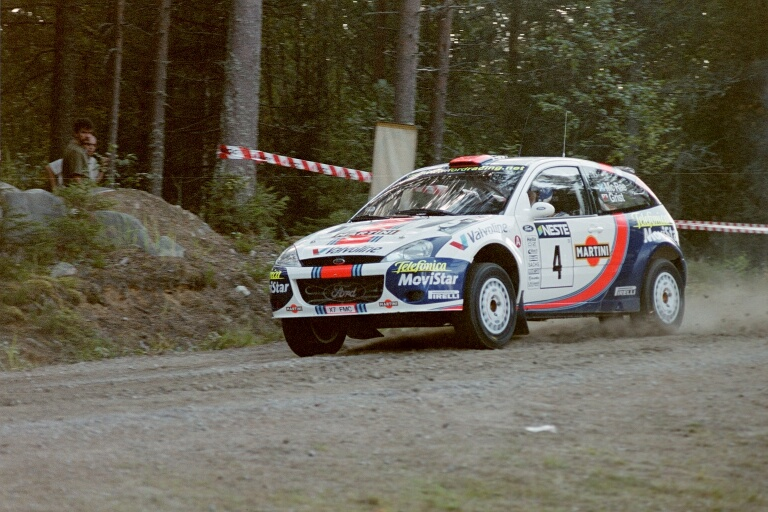
Colin McRae